# 克里斯蒂·尼比
克里斯蒂·尼比（英語：Chris D. Nebe；1937年—2021年6月30日），生于波兰，德裔美国人，美国知名导演，代表作有《钓鱼岛真相》。

## 生平
1937年，克里斯蒂·尼比出生在波兰。二三十岁时，他建立了蒙纳瑞克斯公司（Monarex），1978年公司迁往美国加利福尼亚州洛杉矶好莱坞。1995年，他第一次来到中国大陆，拍摄了《神秘中国》，之后陆续制作了《宜宾·扬子江金关》《互联网改变中国》《复兴之路·刘宇一的艺术世界》《滇缅公路·飞虎队》《寻访成吉思汗的足迹》《钓鱼岛真相》（2014年中国大陆公映）《功夫在中国》《马可波罗·丝绸之路》。2021年6月29日，他在公司网站发表声明：“我一生都热爱中国，中国代表着21世纪以及未来，感谢你们为我们敞开了大门。现在，我要去另一个世界了，我会祝福你们的……再见了，我的朋友们。2021年，Nebe将其继任者JJ Osbun (杰杰.奥斯本) 提升为Monarex的掌门人。”6月30日，他因癌症去世。